# Dulcissimo mambo/Meu Rio De Janeiro
Dulcissimo mambo/Meu Rio De Janeiro è un singolo di Fred Buscaglione e i suoi Asternovas, pubblicato nel 1952.
Come è riportato sull'etichetta, il brano sul lato A è un mambo mentre il retro, successo di Dick Farney, è un guaraçon.

## Tracce
Lato A
1. Dulcissimo mambo - (José M. Morales, Lladò) - Canta Gastone Parigi in spagnolo

Lato B
1. Me Rio De Janeiro - (Nelson Trigueiro, Oscar Belandi) - Canta Gastone Parigi in spagnolo